# Xian de Lingtai
Le xian de Lingtai (灵台县 ; pinyin : Língtái Xiàn) est un district administratif de la province du Gansu en Chine. Il est placé sous la juridiction de la ville-préfecture de Pingliang.

## Démographie
La population du district était de 226 576 habitants en 1999.